# Divi filius

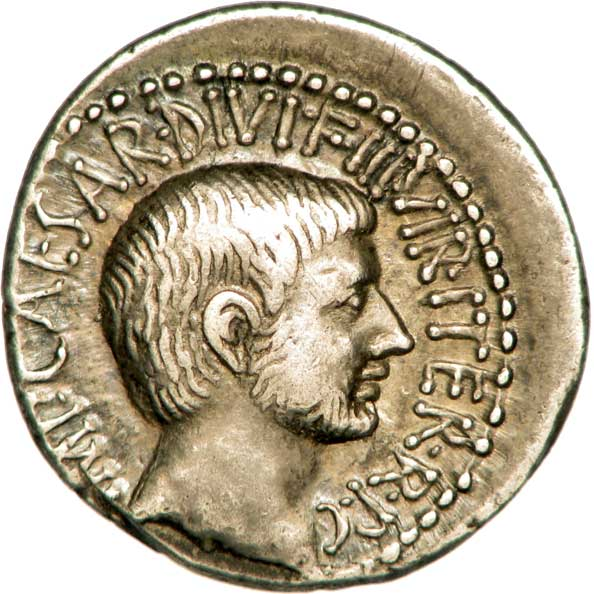
"Imagen de las monedas que Octavio mando a acuñar"

Divi filius ("hijo divino" o "hijo del divino" en latín) es uno de los títulos que usó Octavio, junto con los de augustus, princeps e imperator. Hace referencia a su relación filial, por adopción, con Julio César, que había sido deificado tras su muerte.

## Historia
El 1 de enero del año 42 a. C., el Senado romano reconoció a César como divinidad, dos años después de su asesinato, el 15 de marzo de 44 a. C., pero antes de la victoria final del segundo triunvirato contra los autores de su muerte. A partir de entonces se le llamaba Divus Iulius, el divino Julio, de modo que su hijo adoptivo, Octavio, adoptó el título de Divi filius, hijo del deificado, o hijo del dios. Menos frecuente era el uso de una fórmula más completa: divi Iuli filius, "hijo del divino Julio".
El uso de este título contribuyó a mejorar la posición política de Octavio, que terminó por eclipsar a los demás competidores por el poder en Roma. El título fue para él "una útil herramienta de propaganda", y se introducía como inscripción en las monedas que mandó acuñar.
Su denominación como Augusto le fue otorgada más tarde, en el año 27 a. C.

## Otros emperadores
Tanto el propio Augusto como otros emperadores fueron deificados tras su muerte, con lo que el título de divi filius pudo aplicarse tanto a Tiberio como a Nerón y a Domiciano.